# Atemnus syriacus
Atemnus syriacus är en spindeldjursart som först beskrevs av Beier 1955.  Atemnus syriacus ingår i släktet Atemnus och familjen Atemnidae. Inga underarter finns listade.